# Lotus cruentus
Lotus cruentus är en ärtväxtart som beskrevs av Arthur Bertram Court. Lotus cruentus ingår i släktet käringtänder, och familjen ärtväxter. Inga underarter finns listade i Catalogue of Life.